# Taisuke Mizuno
Taisuke Mizuno (født 4. maj 1993) er en japansk fodboldspiller, som spiller for den japanske fodboldklub Fujieda MYFC.